# Papež Aleksander II.
Papež Aleksander II. ((latinsko Papa Alexander Secundus) rojen kot Anzelm od Baggia (latinsko Anselmus de Baggio; italijansko Anselmo di Baggio), italijanski škof, kardinal in papež, * med 1010 in 1015 Baggio (Milano, Sveto rimsko cesarstvo, danes: Italija), † 21. april 1073 Rim (Lacij, Papeška država, Sveto rimsko cesarstvo; danes: Italija). 
Papež je bil od  30. septembra 1061 do svoje smrti 21. aprila 1073. 
Bil je sedmi papež, ki je izvajal gregorijansko reformo in drugi, ki je začel boj za investituro.

## Življenjepis

### Izvor in vzpon
Anzelm (Anselmo) je bil sin plemiča Arderika (Arderico), čigar družina iz Baggia pri Milanu je imela poveljništvo v župniji Cesano in je bila ozko povezana s cesarskim dvorom. Njihov sorodnik Adalard (Adalardo) je bil celo missus kralja Henrika IV. v Milanu 1064. Anzelm je 1045 odšel na študije v malo prej osnovani (1034) samostan Bec   v Normandiji, kjer mu je bil predstojnik svetniško živeči utemeljitelj in prvi opat sveti Herluin , učitelj pa Lanfrank, poznejši canterburyjski nadškof. Ko še ni bil duhovnik, je odšel na dvor Henrika III. »tamquam domesticus et familiaris« (»kot domačin in sorodnik«), kjer se je navzel zamisli gibanja, ki je hotelo prenoviti Cerkev, pri čemer naj bi levji delež imeli prav laiki. 

### Duhovnik in škof
V Milanu ga je za duhovnika posvetil 1055 nadškof Guido da Velate. Najprej je bilo področje njegovega delovanja v Milanu, kjer je bil eden od ustanoviteljev patarije, ter je spodbujal zoper simonijo in duhovniško nezdržnost, pri čemur se je služil z zgovornostjo in plemenitim poreklom. Milanskemu nadškofu Gvidu in drugim nasprotnikom reform je to šlo na živce; da bi ga utišali, so ga iz Lombardije poslali na dvor svetorimskega cesarja Henrika III., kar pa je imelo prav nasproten učinek: svoje zamisli je lahko razširil tudi po Nemčiji. Ko je postal 1057 škof v Luki, se je še bolj povezal s Hildebrandom in Damianijem. 
Ker je bil Anzelm sam iz Milana, bi naj postal milanski nadpastir; njegovim nasprotnikom ga je uspelo oddaljiti v Toskano; 1057 ga je posvetil za škofa v Lucca papež Viktor II., in ga listine v tej službi prvič omenjajo 24. marca 1057. 
V Milano se je vseeno vrnil Anzelm I. (tako se je imenoval kot škof) kot papeški odposlanec dvakrat, da bi okrepil gibanje patarija in da bi odpravil zlorabe pri milanski duhovščini, ki je bila večinoma vdana priležništvu in simoniji: prvič konec 1057 z diakonom Hildebrandom, drugič pa pozimi 1060/61 z ostijskim kardinalom-škofom Damianijem. Opravil je več podobnih zadev po Italiji in Nemčiji. Pod sposobnim vodstvom svete trojke so prenoviteljske sile napredovale in se pripravljale na neizogiben spopad.
Svojo lukansko škofijo je našel Anzelm v obupnih razmerah tako nravno-versko kot gmotno-gospodarsko. Med prvimi deji je zastavil dva škofijska vinograda za posojilo 2 liber srebra. Z vztrajnostjo je uspel obnoviti propadlo gospodarstvo, doseči vrnitev pokradenih posestev kot tudi spodbuditi številne dobrotnike. Anzelm je zadržal svojo škofijo tudi po povzdignjenju v papeštvo in se tja pogosto vračal, obiskoval župnije, gradil župnišča, spodbujal in podpiral meniško življenje ter skrbel za celotno prenoviteljsko delovanje v škofiji.

## Papež

### Težave s protipapežem
Kardinali – zakoniti varuhi cerkvenih koristi – so zvedeli za poteze nasprotnikov; zato so poslali kot predstavnika kardinala Štefana na nemški dvor, da bi dobil podporo pri umiritvi rimskih neredov; le-ta pa je prišel prepozno: pred njim so bila zaprta vsa vrata, in celo pobožna cesarica Neža ga ni hotela sprejeti – praznih rok se je vrnil nazaj v Rim. Tam se je volitveno ozračje tako zaostrilo, da je arhidiakon Hildebrand zaprosil s posredovanjem montecassinskega opata Deziderija – poznejšega Viktorja III. – za vojaško pomoč kapujskega vojvoda Riharda, naj pride vojaško zaščititi volivce-škofe. V nevarnosti je bila ne samo neodvisnost volitev, ampak tudi življenje volivcev-kardinalov; zato so se umaknili iz Rima in na neznanem mestu izvolili na sedež sv. Petra enega izmed voditeljev prenovitvenega gibanja, lukanskega škofa Anzelma. 
Svobodne papeške volitve so bile sicer na papirju uzakonjene; ko jih je bilo treba pa prvič uresničiti, so se srečale z velikimi težavami. Po Nikolajevi smrti 27. julija 1061 so v skladu s sinodalnim odlokom o volitvah papeža iz leta 1059 In nomine Domini - predvsem na pobudo benediktinskega meniha kardinala Hildebranda 1. oktobra 1061 izvolili kardinali-škofje (prvič v zgodovini samo oni) lukanskega škofa Anzelma, ne da bi se prej kakorkoli posvetovali z nemško kraljevsko hišo. Letopisci poročajo, da sam na tako možnost ni niti pomislil in je zvedel za imenovanje na svojem škofijskem sedežu v Luki. 
 Huda zamera je bila tako neizogibna. Rimsko plemstvo in nem¬ški dvor, oba sta se čutila užaljena, da sta bila izključena iz volitev. Sedaj so se združili vsi nasprotniki cerkvene prenove, ki so se za časa Nikolajevega papeževanja čutili odrinjene in so se morali potuhniti. Na zahtevo med seboj sicer ločenega rimskega in lombardskega poslanstva so Rimljani imenovali Henrika IV. za rimskega patricija s pravico imenovanja papeža in ga pozvali, naj to udejanji. Otrok-kralj, 14-letni Henrik IV., je sklical sinodo v Basel 28. oktobra 1061, na kateri ni bilo niti enega kardinala; vendar so izvolili za papeža škofa Petra Kadala iz Parme (latinsko Petrus Cadalus; italijansko Pietro Cadalo) kot Honorija II.; le-ta se nikoli ni mogel uveljaviti kot papež, čeprav je to večkrat poskušal doseči tudi s silo, saj je bil sicer »bogat z denarjem, ampak reven s čednostmi«.

### Aleksander II. vlada sam
Zaradi doslednega zagovarjanja cerkvene prenove je papežu bilo vedno bolj naklonjeno javno mnenje, ki je kar kričalo po njej; pa tudi normanski zavezniki in vplivna grofica Matilda. Celo v Nemčiji so se začeli odvijati dogodki njemu v prid, ko je kelmorajnski škof Hanon prevzel skrbništvo nad mladoletnim kraljem in se je strmoglavljena cesarica Neža umaknila v samostan. 

Aleksandra II. so krepko podprli Normani; ob njihovem vojaškem spremstvu mu je uspelo priti 1. oktobra 1061 v Rim; razmere so bile tako nevarne, da ni bilo mogoče opraviti ustoličenja in kronanja v Vatikanu, ampak kar pri cerkvi San Pietro in Vincoli –  in še to ponoči. Aleksander je imel močno oporo v cerkvenem meniškem prenoviteljskem gibanju, pa tudi v milanskem ljudskem gibanju patariji, ki se je borilo za uveljavitev cerkvenih odlokov proti simoniji in ženitvi duhovnikov. 
 
Kadal je zopet prišel v Rim, in se utaboril v Angelskem gratu, kjer se je počutil varnega, dokler mu ni zmanjkalo denarja. Tedaj ga je zapustilo plemstvo, rimsko prebivalstvo pa je od njega zahtevalo odškodnino; Cencij (Centius) ga je dal zapreti, dokler mu za služenje ni izplačal 300 funtov srebra. 

Na Hildebrandovo, Damianijevo in Hanonovo zahtevo so se sešli 1064 v Mantovi nemški in italijanski škofje. Na zborovanje so poklicali oba papeža. Kadal se ni odzval, zato je predsedoval Aleksander, ki je v uvodni besedi poudaril cerkveni mir in slogo. Tedaj je vstal kelmorajnski nadškof Hanon, ki je nato naštel vse očitke glede simonije, ki jih navajali njegovi nasprotniki. Aleksander je zaprisegel, da so govorice o simoniji čisto obrekovanje; kar se pa tiče zveze z Normani, bo nemški kralj tako vse zvedel, kadar bo prišel v Rim na cesarsko kronanje. Zborovalci so bili s tem zadovoljni in so razglasili Aleksandra za zakonitega papeža, Kadala pa kot simonista in vrinjenca izobčili. V zahvalo za prenehanje razkola so zapeli Te Deum.

Na sinodi v Mantovi 1064 so Aleksandra torej priznali torej tudi nemški škofje in je mogel uspešno nadaljevati prenovi¬tveno delo v Cerkvi. Uresničevanje reformnega programa je marsikje naletelo na odpor. Tako so se ponovno zaostrili odnosi med papežem in nemškim kraljem Henrikom IV. ter nekaterimi nemškimi škofi. Leta 1070 je na pritisk patarije moral odstopiti simonistični milanski škof Gvido. Za novega škofa so pristaši tega gibanja predlagali Atona, ki ga je priznal tudi papež; vendar je nemški dvor skušal vsiliti svojega kandidata Gotfrida. Zaradi tega je Aleksander II. na postni sinodi 1073 izobčil nekaj svetovalcev mladega nemškega kralja Henrika IV.; preden pa se je razplamtel pravi spor za časa njegovega naslednika Gregorja VII., je papež nenadoma zbolel in umrl.

### Križarska vojna
V Španiji je podpiral cerkveno prenovo kralj Ramiro I. 8. maja 1063 ga je neki musliman zahrbtno umoril, ko se je pritihotapil v tabor preoblečen v krščanskega viteza. 
Papež Aleksander II. je 1065 obljubil popolni odpustek vsem, ki se bodo bojevali zoper nevernike, da bi maščevali strašen zločin. Zamisel je uresničil njegov naslednik Gregor VII., ki je napotil v Španijo zavoljo reconquiste mednarodne vojaške enote, da bi pomagale španskim kraljem pri ponovni osvojitvi od Saracenov zasedenih ozemelj. Papeževa obljuba je vključevala jamstvo, da smejo vitezi zadržati ozemlje, ki ga bodo osvojili, vendar morajo priznati vrhovno papeževo nadoblast, last Matrimonium sancti Petri. 
1065 je papež Aleksander pozval na križarsko vojno zoper Mavre, ki se je končala z zavzetjem Barbastra. Pri tem je opozoril na potrebo po viteškem načinu bojevanja, ki varuje civile, zlasti najbolj ogrožene kategorije, kot so bili v tedanjih razmerah Židje.
1068 je prišel v Rim njegov sin Sančo Ramirez in izročil svoje kraljestvo v papeževe roke. Papež je poslal svojega legata za sklicevanje zborovanj, ki bodo tudi po teh deželah uveljavila nravne in disciplinske smernice glede duhovniškega in meniškega življenja. 1071 mu je uspelo zamenjati mozarabsko bogoslužje z rimskim.

### Zaščitnik Židov
Kljub svojim številnim dolžnostim je Aleksander posvetil posebno skrb Židom in je bil pripravljen svojo naklonjenost pokazati ob vsaki priložnosti. 
 1065 je papež Aleksander II. pisal Berangerju, grofu v Narboni v južni Franciji in tamkajšnjemu škofu Guifredu ter ju pohvalil, da sta preprečila poboj Židov v svoji pokrajini. Opozarja ju, da Bog ne odobrava prelivanja nedolžne krvi. Istega leta je opomnil beneventskega vojvoda Landulfa, »da Židov ni dovoljeno spreopračati s silo« 
Papež je ukazal škofu v Narbonu, naj pouči križarje, »da bodo ščitili Žide, ki živijo med vami, tisti, ki so se odpravili v Španijo proti muslimanskim Saracenom. Židovski položaj je namreč zelo različen od saracenskega, ki preganjajo kristjane in jih izganjajo iz njihovih lastnih mest in domov.«

### Ekumenski delavec
Stiki s carigrajsko Cerkvijo 1061 in 1062 so bili prvi, kar sta se kardinal Humbert 1054 in patriarh Kerularij medsebojno izobčila – in je nastal vzhodni razkol med secisvakanco po smrti Leona IX. Papež je poslal Petra iz Anagnija z odposlanstvom k bizantinskemu cesarju Mihaelu VII., ki je nastopil službo 1071. Ni imel srečne roke in do cerkvenega sporazuma ni prišlo. V Carigradu so preganjali Latince, latinizacija grških sedežev v Južni Italiji pa se je nadaljevalja, ko so Normani zasedali nekdanje bizantinske posesti, tudi v imenu cerkvene obnove.

### Aleksander II. inSlovenci
21. marca 1070 je Aleksander II. izdal dovoljenje salzburškemu nadškofu Gebhardu, da na Koroškem ustanovi sufragansko škofijo. Gebhard je škofijo, ki so ji za sedež določili Emin benediktinski samostan v Krki na Koroškem, ustanovil 6. maja 1072 in posvetil prvega krškega škofa Güntherja (1072–1090).

### Dela
Njegova dela so predstavljena v dokumentu z naslovom Documenta Catholica Omnia.»Documenta Catholica Omnia« (v latinščini). Cooperatorum Veritatis Societatis. Pridobljeno 6. decembra 2011.
1. Imenoval je 45 kardinalov v 12 imenovanjih.[27][28]
2. V trenutko svoje papeške izvolitve Anzelm ni bil kardinal. Že kot duhovnik, pozneje kot škof, se je vztrajno bojeval za duhovniški celibat ter zoper simonijo, nevšečno takratno navado kupčevanja s cerkvenimi službami in nadarbinami.
3. Prišel je v spor tako z normanskim vodjom Robertom Guiscardom, kakor tudi s svetorimskim cesarjem Henrikom IV. Salijskim.[29]
4. 1068 ni hotel odobriti ločitve Henrika IV. in ga je primoral, da je sprejel nazaj svojo zakonito ženo Berto Saško.[30]
5. Na Monte Cassinu je posvetil novo cerkev 1. oktobra 1071.
6. Podelil je tudi svoj blagoslov Viljemu Osvajalcu pri njegovem osvajanju Anglije 1066. Angleški Cerkvi je storil veliko uslugo, ko je povzdignil svojega nekdanjega učitelja Lafranka na sedež Canterburyjske nadškofije in ga postavil za primasa Anglije.[31][5]

## Smrt in češčenje
Aleksander II. je umrl 23. aprila 1073 v Rimu za kratko boleznijo. Pokopali so ga nekje v Lateranu (kot meni večina zgodovinarjev) – ali morda pri Sv. Petru, toda v nobeni od teh cerkva ni ostala nikakršna označba njegovega groba.

### Češčenje
Ljudstvo ga je takoj imelo za svetnika. Papež Pashal II. (1099-1118) ga je razglasil za blaženega.

## Ocena

### Papeževanje daljnosežnega pomena
Njegovo papeževanje je imelo za gregorijansko reformo daljnosežen pomen:
1. izgradnja ustanove nuncijev;
2. preureditev izročitve palija; novi nadškof se je moral osebno pojaviti pred papežem ter mu izreči posebno zaobljubo zvestobe;
3. okrepljen boj zoper simonijo in nikolajevstvo;[34]
4. podpiranje milanskega ljudskega gibanja patarija;
5. reforma kanonikov na rimskem Lateranu;
6. obramba kanonskih volitev v nasprotju z običajem nemškega in francoskega uvajanja v cerkveno službo (boj za investituro;
7. zveza z Normani v južni Italiji ter z Angleži; prvi stiki z mozarabsko Španijo.

Na ta način je postal Aleksander II. eden najpomembnejših pripravljalcev poti Gregorju VII.

### Mračno stoletje in cezaropapizem
Za papeže je bilo 10. stoletje vsekakor temačno obdobje in ga po pravici imenujemo mračno stoletje. Kronika, ki jo je napisal nemški škof Liutprand, slika posvetnost na papeškem dvoru; vendar je njegova poročila treba brati s pridržkom, saj je bil pisec zelo protirimsko razpoložen - kar tudi sam izrecno poudarja - in je zato dvomno, da je pisal nepristransko.  Za to obdobje torej manjkajo neodvisni in nepristranski zgodovinski viri. Večino poročil o škandalih, nasilju in razvratu v Rimu je napisal torej že omenjeni Liutprand. Svojemu delu je dal pomenljiv naslov Maščevanje (Obračun, Antapodosis). Ta naslov daje slutiti, da je v svojem pripovedovnju brez dvoma pretiraval, pa tudi potvarjal zgodovinsko resnico, da bi se na ta način maščeval nekaterim ljudem, ki so se mu zamerili. Kljub Liutprandovim pretiravanjem pa je bilo v takratni družbi res marsikaj slabega, kar je najedalo tudi Cerkev tako od zunaj kot od znotraj. Tako si lahko ustvarimo mnenje, da je to bil v resnici strašen čas.
Rimske družine so obvladovale papeštvo deloma tudi v 11. stoletju: najprej Krescenciji, nato Tuskulci oziroma Tuskulani. Z obnovo Svetorimskega cesarstva nemške narodnosti pa je po Mračnem stoletju nastopil za Cerkev čas prav tako mračnega cezaropapizma z laično investituro, kar je pripeljalo do dolgotrajnega, nepopustljivega in izčrpljujočega investiturnega boja. Cesar se je začel vmešavati v cerkvene zadeve ne le z umeščanjem škofov in opatov, ampak tudi s postavljanjem in odstavljanmjem papežev. Zanimivo, da so papeži svojim kraljem-zaveznikom na Ogrskem mirne duše prepuščali ta privilegij še naprej.

Z vzpostavitvijo rimsko-nemškega cesarstva 962 se je začela oblikovati v tem cesarstvu nemške narodnosti t.i. Reichskirche (državna Cerkev). Že Karel Veliki je v nekaterih primerih sam imenoval škofe, Oton I. pa je njegov državni cerkveni sistem dopolnil. Zagotovil si je pravico imenovanja in umeščanja škofov; tako je uvedel laično investituro za visoke cerkvene službe, ki so odslej bile povezane z bogatimi fevdi. Škofje so z umeščanjem postali cesarjevi vazali, Cerkev je vse bolj postajala »osrednja državna ustanova«. V času Otona III. je laična investitura postala že reden državni sistem, istočasno pa so se pojavile številne neugodne posledice takega sestava; za Cerkev je bilo torej povezovanje s fevdalnim sistemom pogubno.

### Odnos med papeštvom in cesarstvom
- Tesno sodelovanje in dobri odnosi med cathedra Petri in Sacrum Romanum imperium – med  Petrovim sedežem in  Svetorimskim cesarstvom – med oltarjem in prestolom torej – je bilo posebna značilnost papeževanja Viktorja II.. Sožitje Regnum et Sacerdotium (kraljestvo in duhovništvo) je doživelo vendarle s smrtjo  Henrika III. in Viktorja II. svoj vrhunec in obenem konec; ta povezava se bo v naslednjih letih investiturnega boja morala dokončno pretrgati. Polagoma pojemajoči vpliv svetnih vladarjev na papeštvo se je kmalu pokazal, ko je Viktorjev naslednik Štefan IX. avgusta  1057 bil ustoličen pravzaprav brez kakršnegakoli soglasja salijskih vladarjev. Tako označuje smrt Viktorja II. obenem tudi konec nemškega prenoviteljskega papeštva.[39]
- Izhajajoč od vladarskih podob v srednjeveških evagelistarijih je ponazoril Weinfurter[40] korenit prelom v skupni igri med papežem in cesarjem – od posvetnega vladarja kot Božjega skrbnika, vse do papeža kot pravega Kristusovega namestnika, ki se mu mora podrejati tudi svetni vladar. Če  je še nekako do sredine 11. stoletja obstajalo sodelovanje, pri katerem je cesar kot samoumevno in odgovorno sprejemal vlogo varuha Cerkve in pri tem umeščal njemu pripadajoče škofe, celo samega papeža, je prišlo v drugi polovici stoletja do nadvlade papeštva. To je vodilo med drugim k temu, da je rimsko-nemški vladar izgubil svoj edinstveni položaj na Zahodu; knezi pa so pridobili na moči, da so se vsepovsod oblikovali narodi, ter je nastalo lastno cerkveno pravo in lastno posvetno pravo. Če je cesar Henrik III. (1039-1056) še začetno cerkveno obnovo dejavno podpiral, se je le-ta obrnila ravno pod njegovim sinom Henrikom IV. (1056-1106) zoper kraljestvo. Weinfurter kaže kot spodbujevalca za razvoj zahtevo za novo  nedvoumnostjo, ki je odnose med Cerkvijo in posvetno družbo temeljito predrugačila tako v vladanju kot v pravu. Predvsem je Gregor VII. zahteval na do tedaj nepoznan in docela prevratniški način vseobsegajočo oblast za papeža in popolno pokorščino. To je naletelo najprej na osupel odpor kralju zvestega škofovstva – med drugim tudi v Eichstättu; kakor tudi med drugim kaže Liber Gudnecarii; našel je pa vendarle vedno več pripadnikov tudi med knezi.[41]

## Slikovna zbirka
- Srednjeveška podoba papeža Aleksandra II. (olje na platno)
- Slika papeža Aleksandra
- Aleksandrov podpis na njegovi buli
- Papež Aleksander s kardinali